# إيفا كيلمن
إيفا فانتارا كيلمن (ولدت في 27 ديسمبر 1987 في سيغالوم )  هي لاعبة كرة يد مجرية. تم اختيارها لكي تلعب مع المنتخب الوطني الهنغاري "A".

## الإنجازات
- كأس المجر لكرة اليد للسيدات :
  - الميدالية الفضية : 2012
  - الميدالية البرونزية : 2010

## روابط خارجية
- نبذة عن اللاعب Éva Kelemen على الموقع الرسمي لـ Békéscsabai Előre NKSE
- إيفا كيلمن الإحصائيات المهنية في Worldhandball